# Военновъздушни сили и противовъздушна отбрана на Таджикистан
Военновъздушни сили и противовъздушна отбрана на Таджикистан (на таджикски: Қувваҳои ҳавоӣ ва мудофиаи Тоҷикистон) са ВВС на въоръжените сили на Република Таджикистан, който в момента се състои от 20 хеликоптера. Силите участват в мисии за търсене и спасяване, както и военни нападения.

## История
Военновъздушните сили са създадени през 1994 г. като Националната армия. През 2007 г. се състоят от шестнадесет бойни и поддържащи хеликоптери, като преди това страната разчита на руските ВВС за защита. Таджикистан е част от Обединената система за противовъздушна отбрана на Общността на независимите държави и въздушното му пространство се наблюдава от Русия. В момента не съществуват способности за противовъздушна отбрана, с изключение на няколко ракети земя-въздух, които са прехвърлени на таджикската армия. Русия се противопоставя на амбицията на Таджикистан за по-боеспособни военновъздушни сили и Москва последователно отказва да доставя изтребители или да съдейства за модернизирането на своята военна система за контрол на въздушното движение. Оценката на Русия е, че нейният собствен военновъздушен контингент в Хисар и в Казахстан е достатъчен, за да осигури адекватна сигурност на Таджикистан. Скромният брой боеспособни хеликоптери в Таджикистан са натоварени основно със задачи по търсене и спасяване и транспортиране по въздуха; те понякога са разполагани, за да атакуват опозиционните сили. Душанбе получава минимална чуждестранна военна помощ и няма налично финансиране за закупуване на бойни самолети. През 2006 г. Москва подсилва вертолетните способности на Таджикистан, като предоставя шест ударни хеликоптера Ми-8 и Ми-24. Освен това предоставя четири учебни самолета L-39. Министерството на отбраната на Индия подписва споразумение за базиране с Таджикистан, което му дава достъп до таджикската военновъздушна база Айни, която също се споделя с руснаците. Съгласно това тристранно споразумение е удължена пистата, изградена ограда по периметъра и построени хангари за самолети. От 1985 г. тази разпадаща се авиобаза се използва от бившия Съветски съюз по време на войната в Афганистан и след обновяване е официално открита през септември 2010 г. Индия допринася със 70 милиона долара за обновяването и изпраща специалисти, за да помогнат с работата. Летището, разположено на около 20 километра западно от Душанбе, разполага с най-съвременна навигационна и отбранителна технология. Пистата му също е удължена до 3200 метра, за да могат да кацат всички видове самолети.

## Структура
- Независима хеликоптерна ескадрила (летища Айни, Душанбе, Бохтар и Худжанд)
- 536-ти зенитно-ракетен полк (Душанбе)
- 45-ти радиотехнически батальон (Душанбе)
- 97-а зенитно-ракетна бригада (Бохтар)
- 770-ти зенитно-ракетен полк (Исфара)
- 74-ти зенитно-ракетен полк (Худжанд)
- 69-ти зенитно-ракетен полк (Куляб)
- 42-ри зенитно-ракетен полк (Душанбе)

## Самолети
| Летателен апарат   | Произведен   | Тип                 | Вариант     | Налични     | Заб.        |             |
| Транспортен        | Транспортен  | Транспортен         | Транспортен | Транспортен | Транспортен | Транспортен |
| ------------------ | ------------ | ------------------- | ----------- | ----------- | ----------- | ----------- |
| Антонов Ан-26      | СССР         | транспортен         |             | 1           |             |             |
| Туполев Ту-134     | СССР         | транспортен         |             | 1           |             |             |
| Хеликоптер         |              |                     |             |             |             |             |
| Ми-8               | СССР         | транспортен         |             | 14          |             |             |
| Ми-24              | СССР         | щурмови             |             | 6           |             |             |
| Учебни             |              |                     |             |             |             |             |
| Aero L-39 Albatros | Чехословакия | учебен / лека атака |             | 4           |             |             |